# Гарабурда, Михаил Богданович

Герб Гарабурд «Габданк»

Михаи́л Богда́нович Гарабурда (ум. 12 июля 1586) — государственный деятель Великого княжества Литовского, дипломат, писарь великий литовский (1566), каштелян минский (1584), староста свислочский. Отец печатника Василия Гарабурды.

## Биография
Вероятно, вёл род от полоцких бояр. С 1559 года состоял дьяком в канцелярии Великого княжества Литовского, с 1566 — писарем и одновременно с 1584 года занимал должность каштеляна минского.
Активно выполнял дипломатические поручения во время Ливонской войны. В 1559 и 1561 годах ездил к крымскому хану с целью заручиться его поддержкой против Москвы. В 1563—1564 (посольство Юрия Ходкевича) и 1566 годах входил в посольства в Россию, был секретарём, в 1571 и 1572—1573 годах — послом.
При заключении Люблинской унии в 1569 году в знак протеста против польского давления литовская депутация под руководством Николая Радзивилла Рыжего в ночь на 1 марта тайком покинула Люблин. Михаил Гарабурда был одним из немногих литовских чиновников, оставшихся в Люблине и подписавших унию. Ян Кохановский упомянул его в апофегме «Гарабурда и война».

Литовцы заключили с нами хорошую унию!

Убежали, оставив Гарабурду и Войну.
Оригинальный текст (пол.)Litwa z nami uniją uczyniła strojną,

Uciekli, zostawiwszy Haraburdę z Woyną.
«Это были тогда два Литовские секретаря, оставшиеся (в Люблине) при литовской канцелярии. Эпиграмма значила: вместо унии (единения) Литовцы оставили смятение и войну».
Занимался ведением переговоров о возможном избрании на трон Речи Посполитой царевича Фёдора Ивановича в случае его перехода в католицизм. За успешную дипломатическую деятельность (заключение перемирия) был избран писарем, позже по обвинению в стремлении передать России Ливонию в обмен на Полоцк был отстранён от дипломатической службы. В 1579—1581 годах был в войсках. В 1582 году участвовал в заключении Ям-Запольского перемирия, входил в состав посольства в Москву. Был сторонником идеи о подчинении России Речи Посполитой дипломатическими методами. В качестве посла был в Москве в 1585—1586 годах, где вёл переговоры о формировании антитурецкой унии.
Владел имениями Остров, Климовичи и Угрин в Слонимском повете, путными слугами в Полоцком воеводстве, был державцей свислочским в 1566—1568 годах. В 1567 году выставлял в войско 17 конных воинов. В 1568 году вступил во владение Слонимской волостью с двенадцатью деревнями.
Будучи в Москве, купил рукописные книги, многие из которых впоследствии были изданы в Великом княжестве Литовском. Купленную там же Библию передал князю Константину Острожскому, эта рукопись стала основой так называемой Острожской Библии, изданной в 1581 году.
Гарабурда является одним из действующих лиц исторической трагедии А.К. Толстого "Смерть Иоанна Грозного", именно он сообщает царю, воспрявшему было духом после получения известий об успешных действиях защитников Пскова, о взятии шведами Нарвы.